# Червоний Бір
Червоний Бір (до 1946 року — Царів Борок) — село в Україні, в Звягельському районі Житомирської області. Населення становить 15 осіб.

## Географія
Природний ландшафт місцевості багатий хвойними лісами, чагарниками та болотами.
Серед рідкісної флори є великі плантації багна та азалії понтійської. Тут росте чорниця, буяхи та брусниця. Село межує з такими селами. На півночі з Брідок, на сході з Вербами, на південному сході з Абрамок, на північному заході з Катюха.

## Історія

Слобода Царів Бір на мапі Шуберта Ф. Ф., 1875 р.

На карті Волинської губернії під редакцією Шуберта Ф. Ф. за 1867—1875 років на місці нинішнього села позначено поселення Царів Борок в урочищі з такою ж назвою. Пізніше поруч було створено слободу Царів Бір.
Ось  що сказано про село в минулому географічному словнику Королівства Польського: «Царів Бір, колонія і урочище, повіт Житомирський, волость Барашівська. Відстань до Житомира 88 км. Колонія має 48 дворів і 301 мешканця, урочище — 5 дворів і 31 мешканця.» Це було суто польське поселення.
Мешканці слободи і урочища в основному займалися землеробством і скотарством, а дехто працював в казенному лісі. У своїй власності люди мали від 13 до 50 десятин землі.
У 1913 році княгиня Баратова Марія Антонівна володіла часткою землі, яка зазначена в селі Неділищі загальним розміром 170 десятин.
До революції в 1917 році царівбірці вільно здійснювали свої духовні обряди в костелі Св. Антонія села Бараші.
Після проведення сталінської примусової колективізації всю землю в селян відібрали без жодної компенсації. Щоб остаточно винищити заможне селянство радянська влада в кінці 30 років минулого століття посилила червоний терор. Не минула ця трагедія і мешканців села.
Органами НКВС безпідставно було заарештовано та позбавлено волі на різні терміни 10 мешканців села, з яких 2 чоловіки розстріляно. Нині всі постраждалі від репресій реабілітовані і їхні імена відомі.
- Баньківський Григорій Йосипович
- Бахуринський Матвій Томашович
- Башинський Антон Францович
- Березовська Кароліна Йосипівна
- Гошко Антоніна Карлівна
- Залевська Антоніна Іванівна
- Кайданович Ємілія Антоновна
- Мислинський Домінік Антонович
- Синицький Йосип Томашович
- Янчевський Іван Йосипович

## Відомі люди
В селі народився Малецький  Леонід Йосипович, поет- філософ, автор одинадцяти  поетичних книг.